# Holtensen (Springe)
Holtensen ist ein Ortsteil der niedersächsischen Stadt Springe.

## Geschichte
Holtensen wurde erstmals um das Jahr 1200 erwähnt.
Am 1. März 1974 wurde Holtensen in die Stadt Springe eingegliedert. Zum Stadtteil Holtensen gehört auch der Ortsteil Wülfinghausen mit dem 1236 gegründeten Kloster Wülfinghausen.

## Politik
Ortsbürgermeister ist Heinrich Freimann (CDU).
Holtensen hat einen gemeinsamen Ortsrat mit Boitzum.

## Kultur und Sehenswürdigkeiten

### Baudenkmale

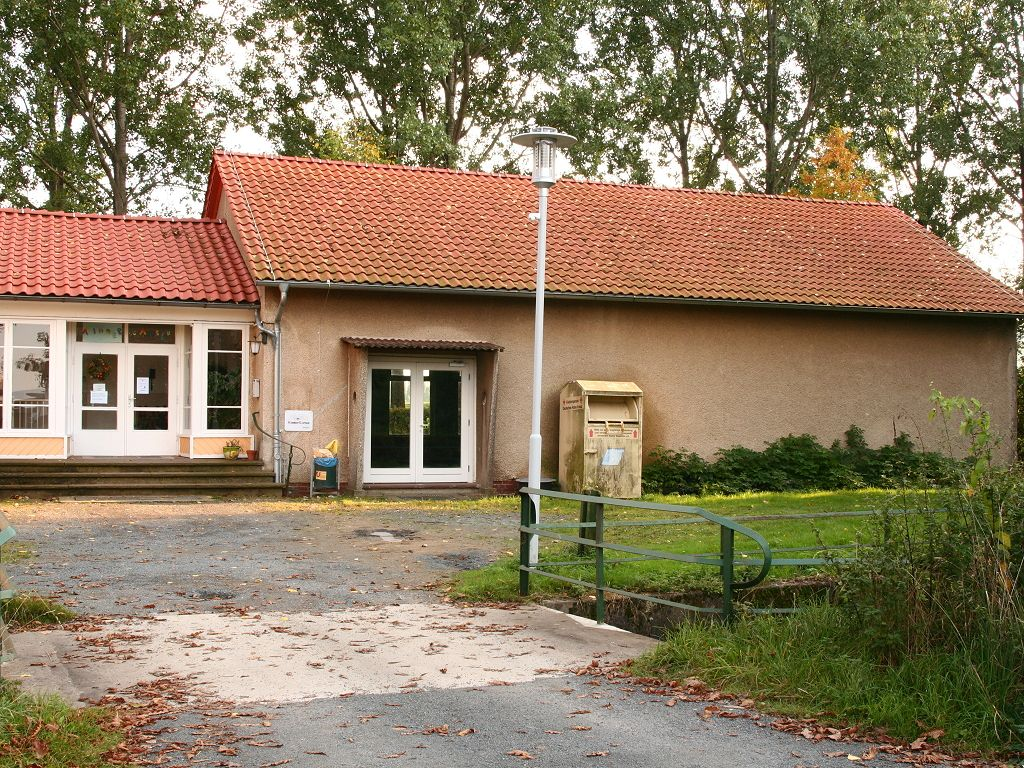
Sporthalle
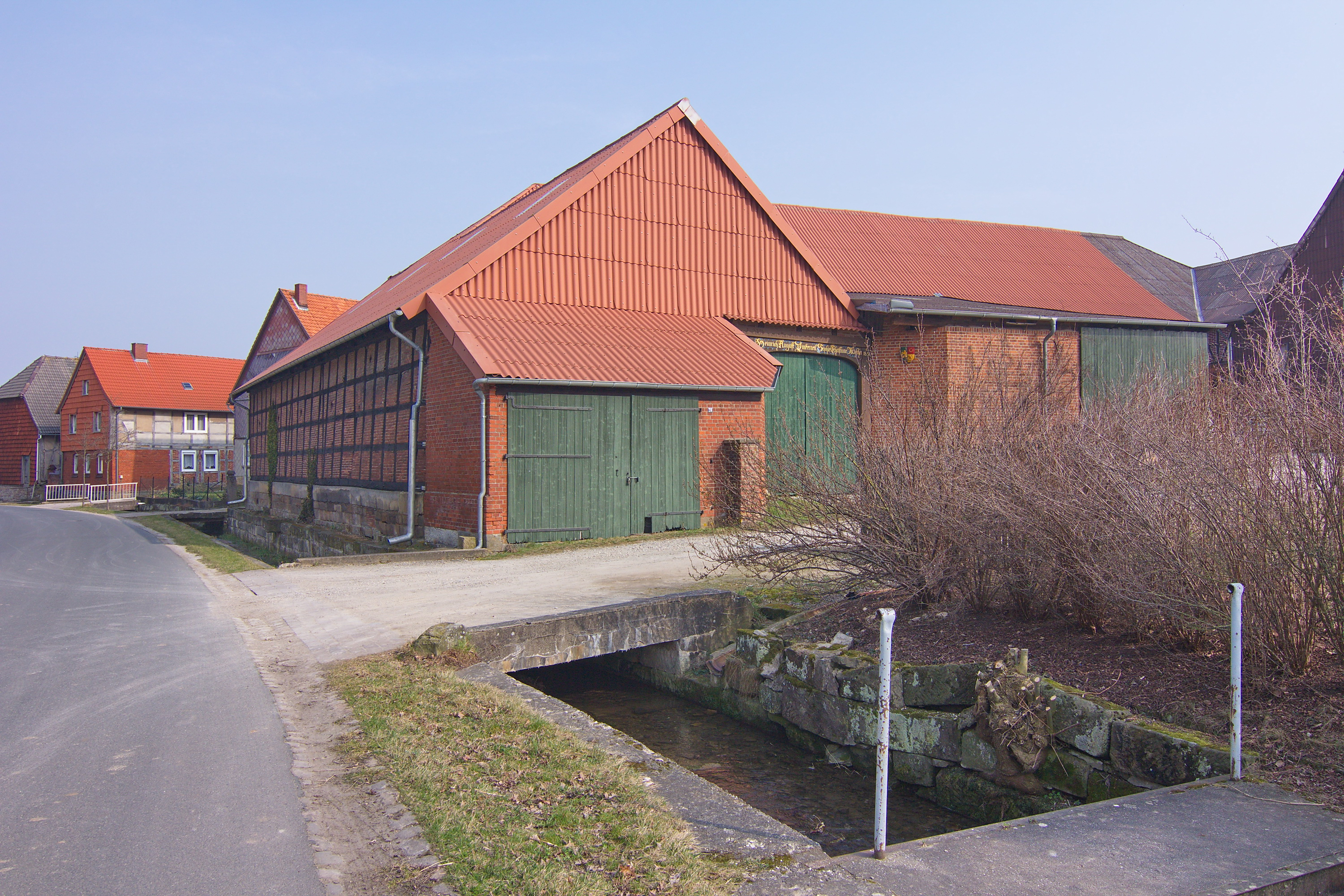
Ortsblick

### Straßen in Holtensen
Es gibt im Dorf neun Straßen, diese sind:

In West-Ost-Ausrichtung:
Am Wischkamp, Dorfstraße, Kreisstraße (K 205)

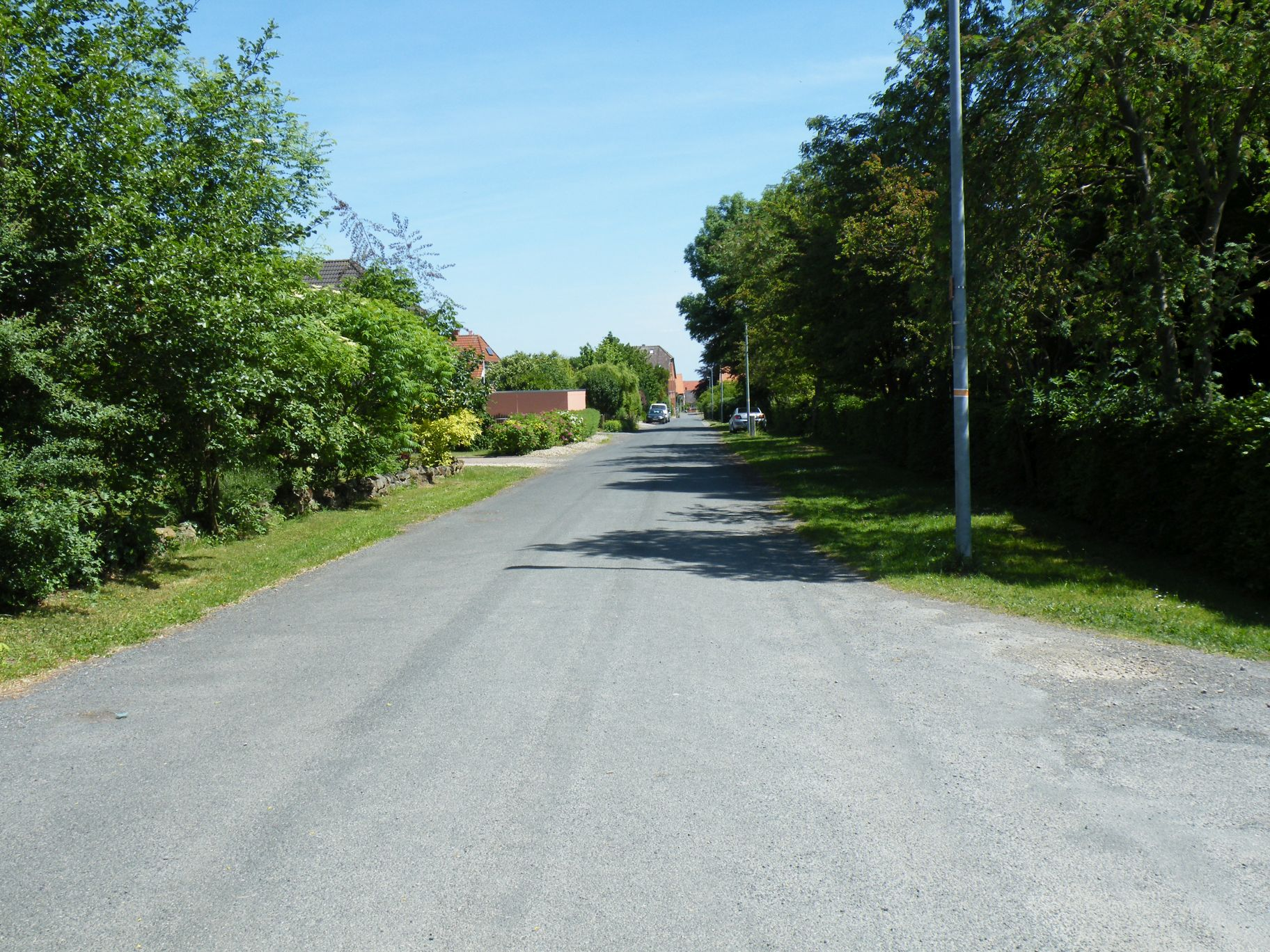
Am Wischkamp – Oberdorf
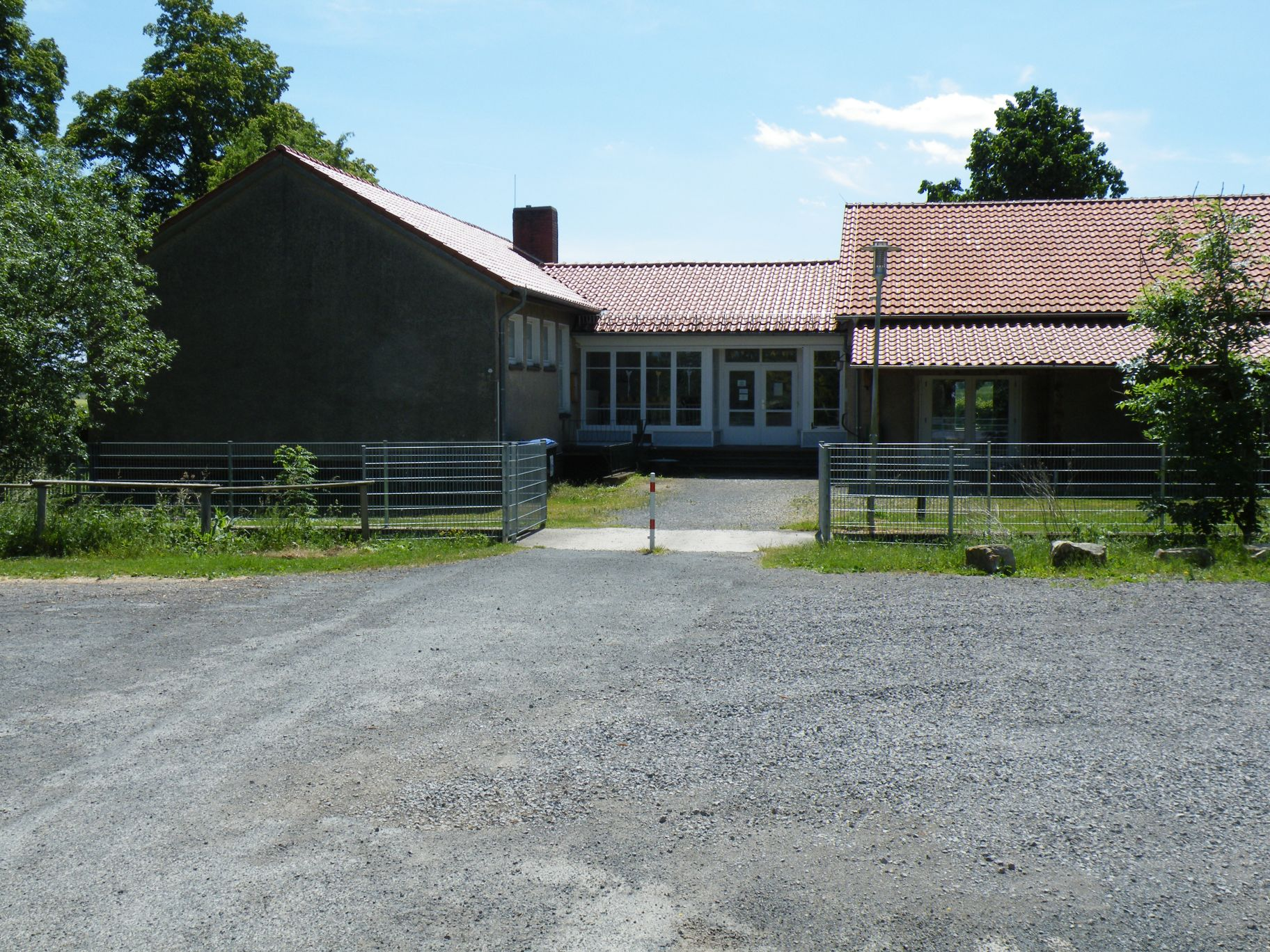
Am Wischkamp – Alte Dorfschule – Kindergarten
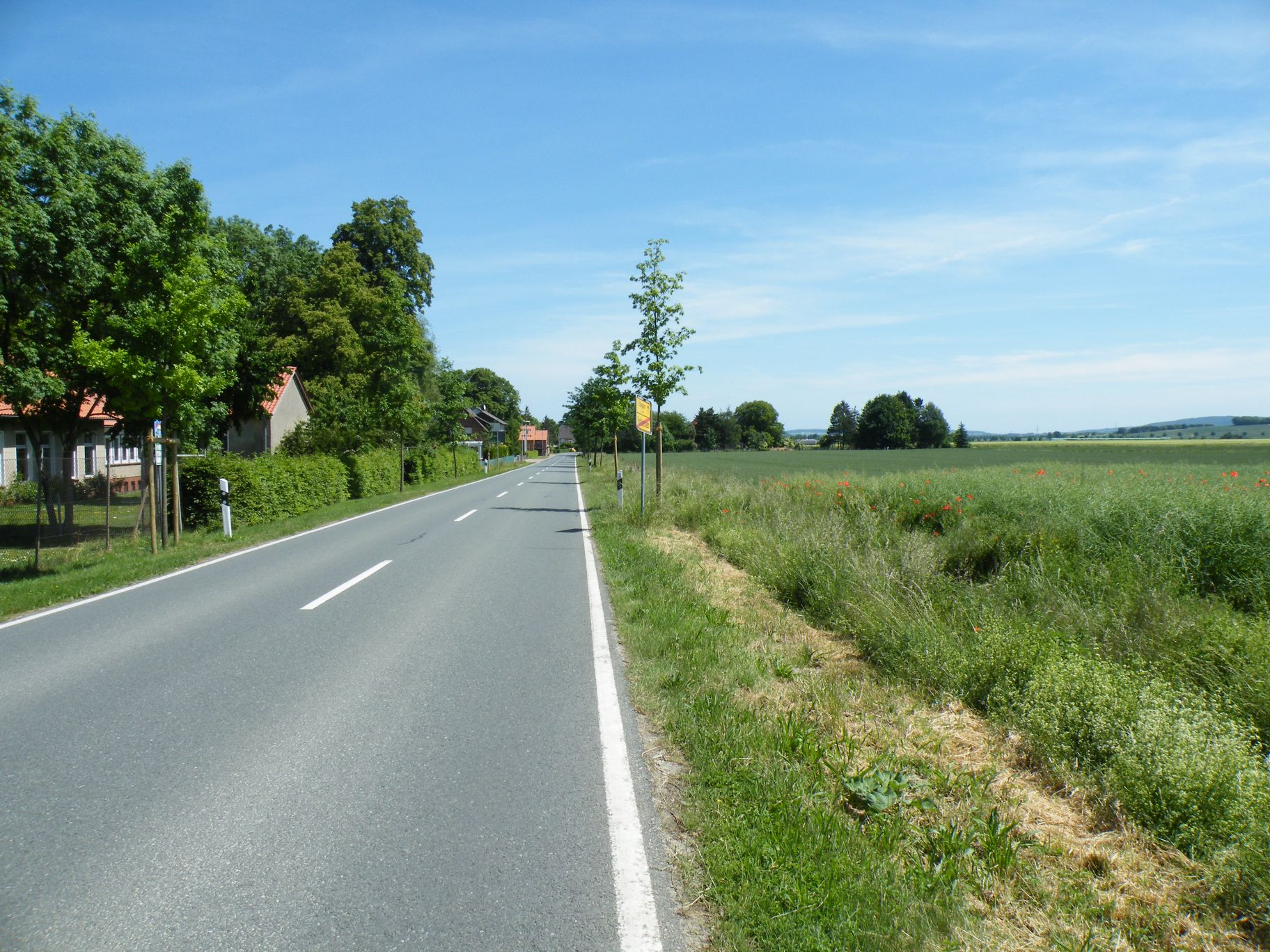
Kreisstraße – Oberdorf
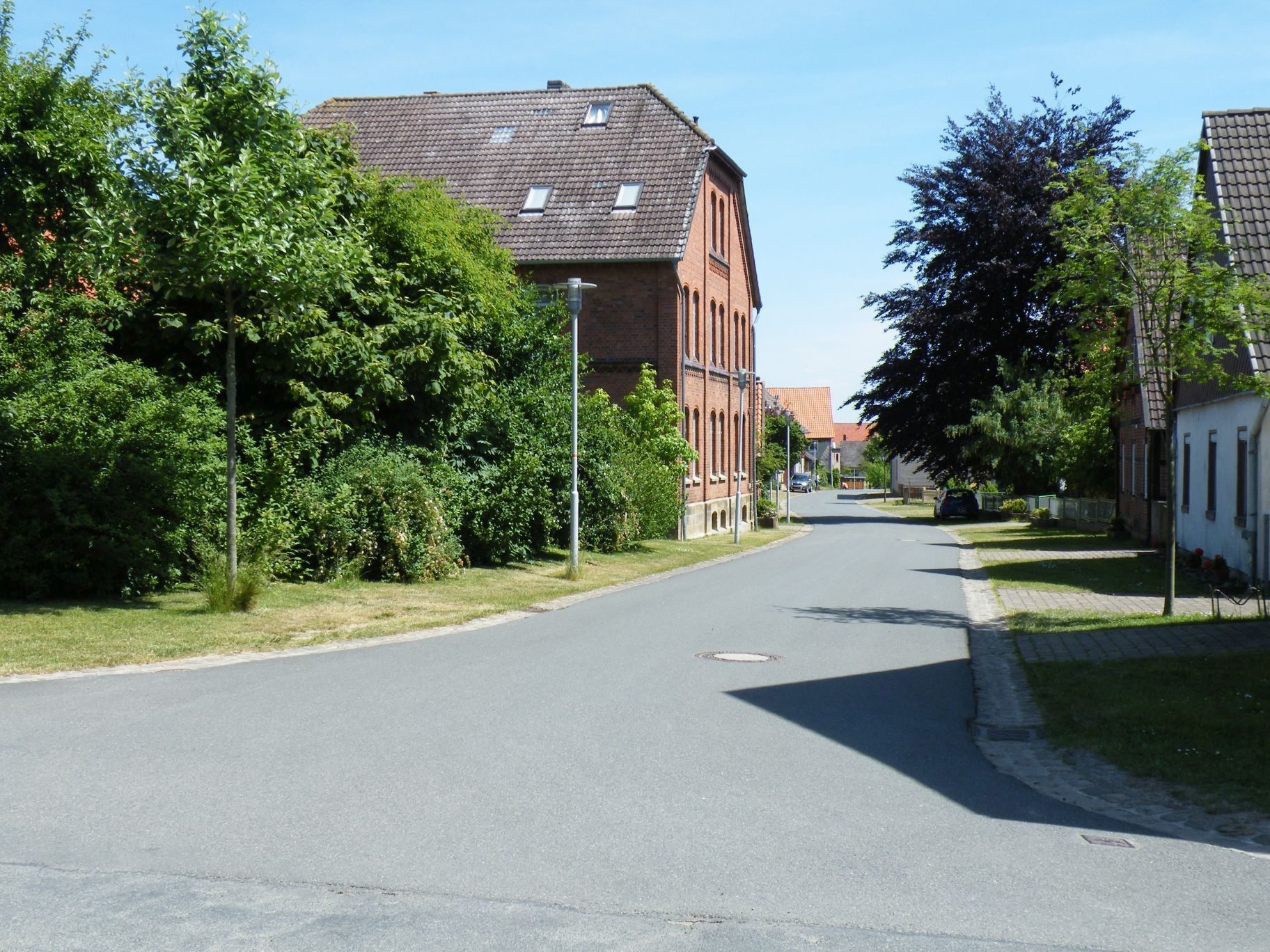
Dorfstraße – Oberdorf
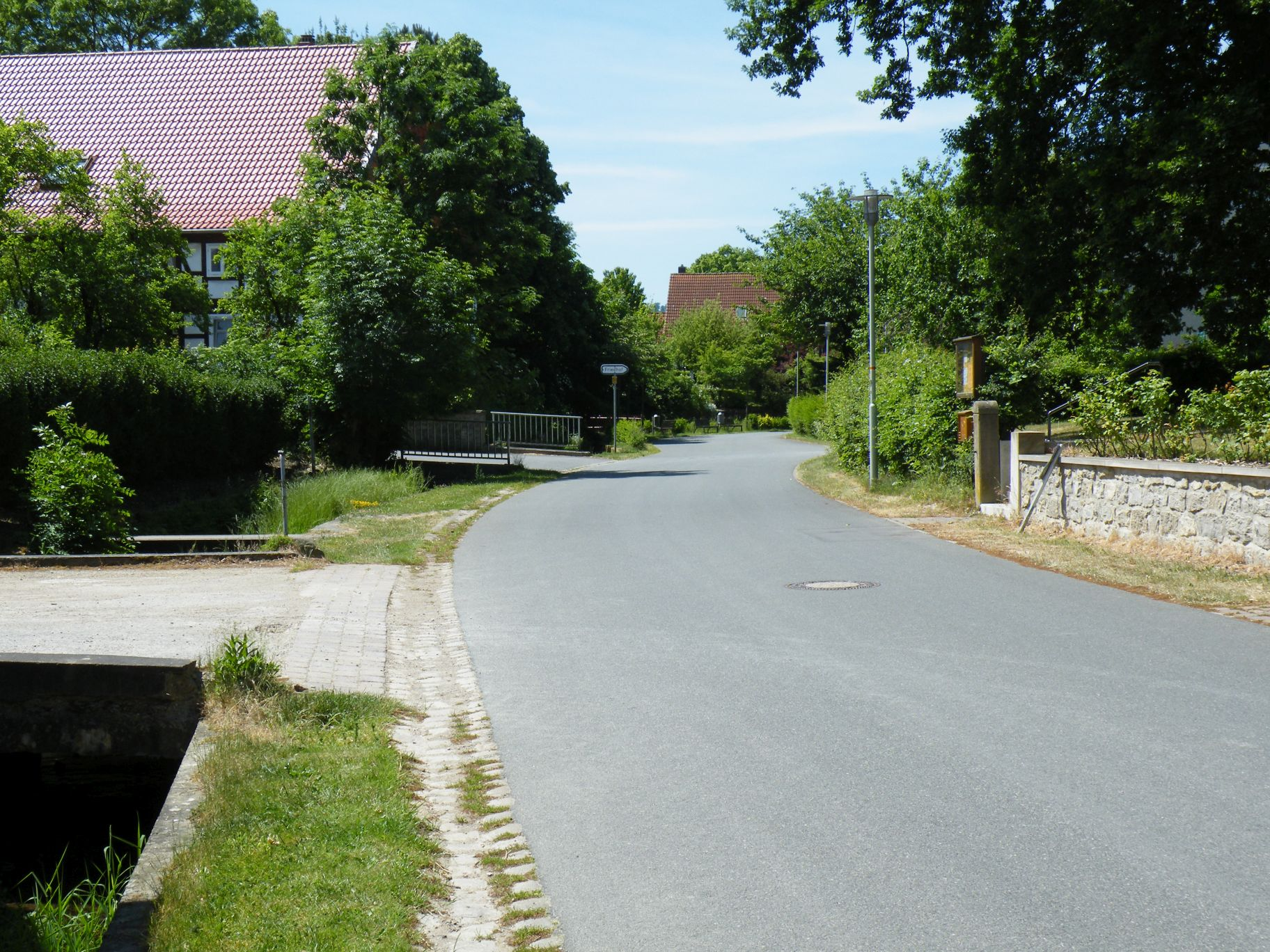
Dorfstraße – Dorfmitte (Kirche)
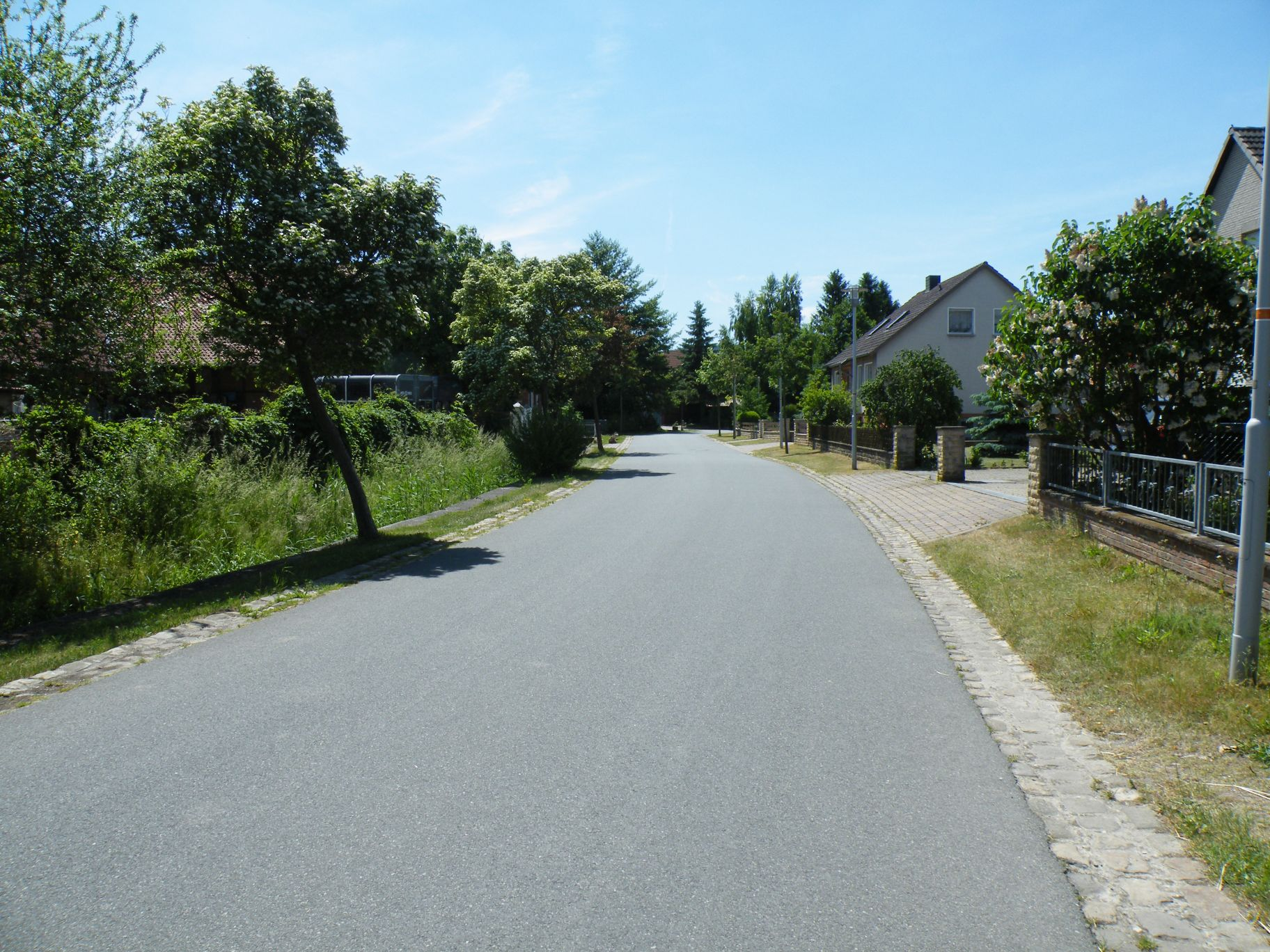
Dorfstraße – Unterdorf

In Nord-Süd-Ausrichtung:
Am Gerätehaus, Kohlenbergstraße, Kirchweg, Freimannstraße, Beckmannstraße, Leftjestraße

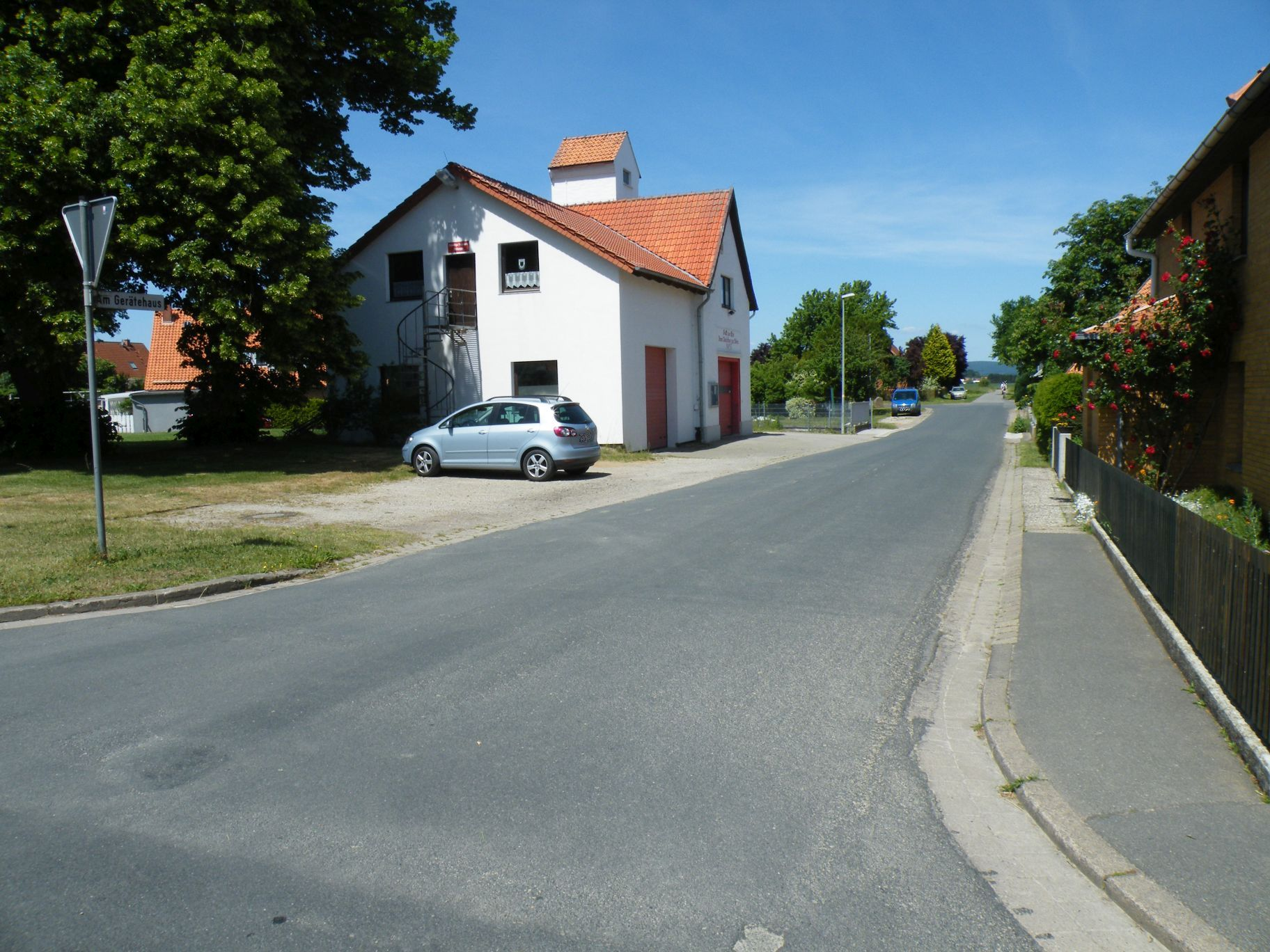
Am Gerätehaus – Oberdorf
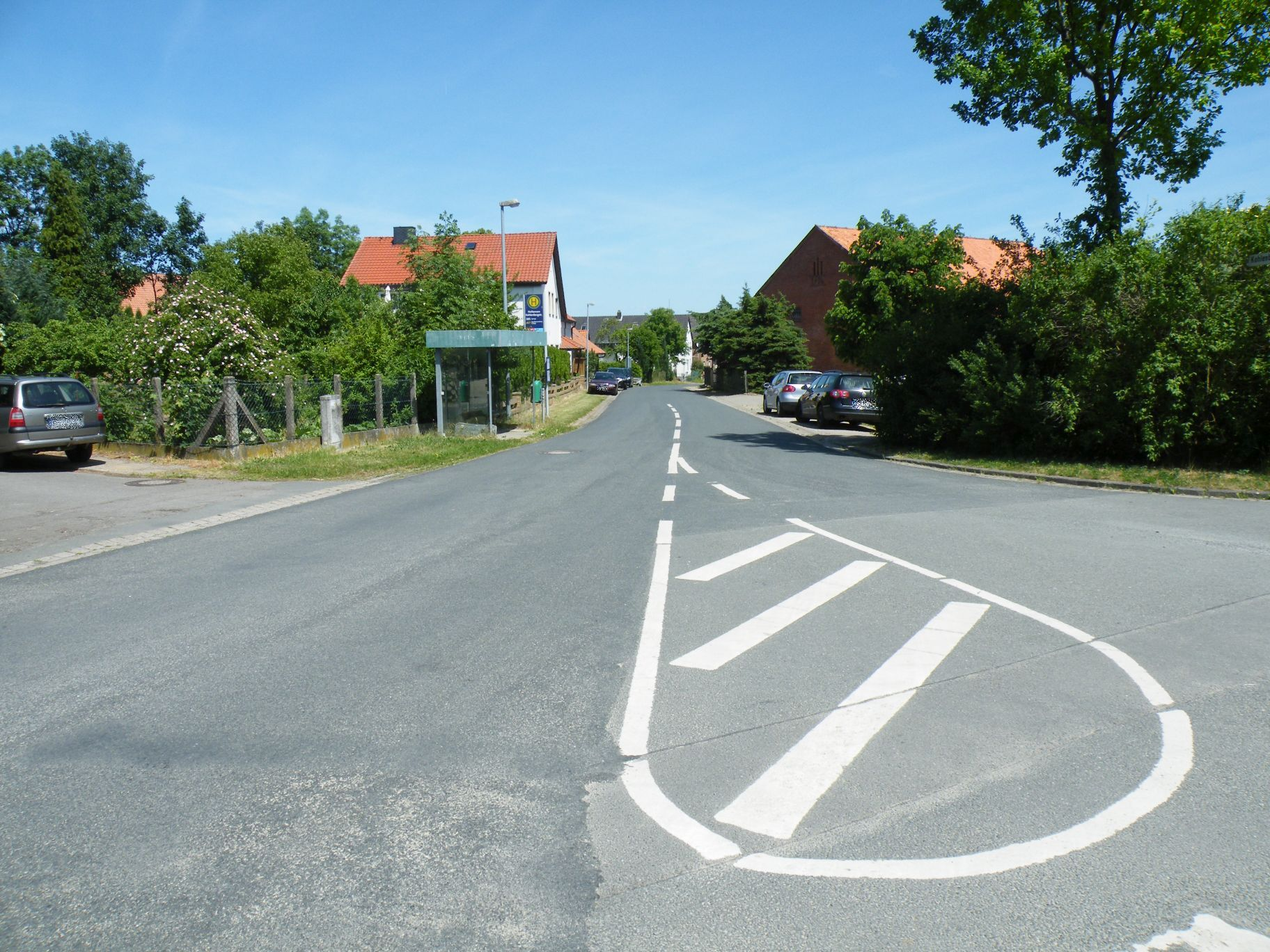
Kohlenbergstraße – Oberdorf
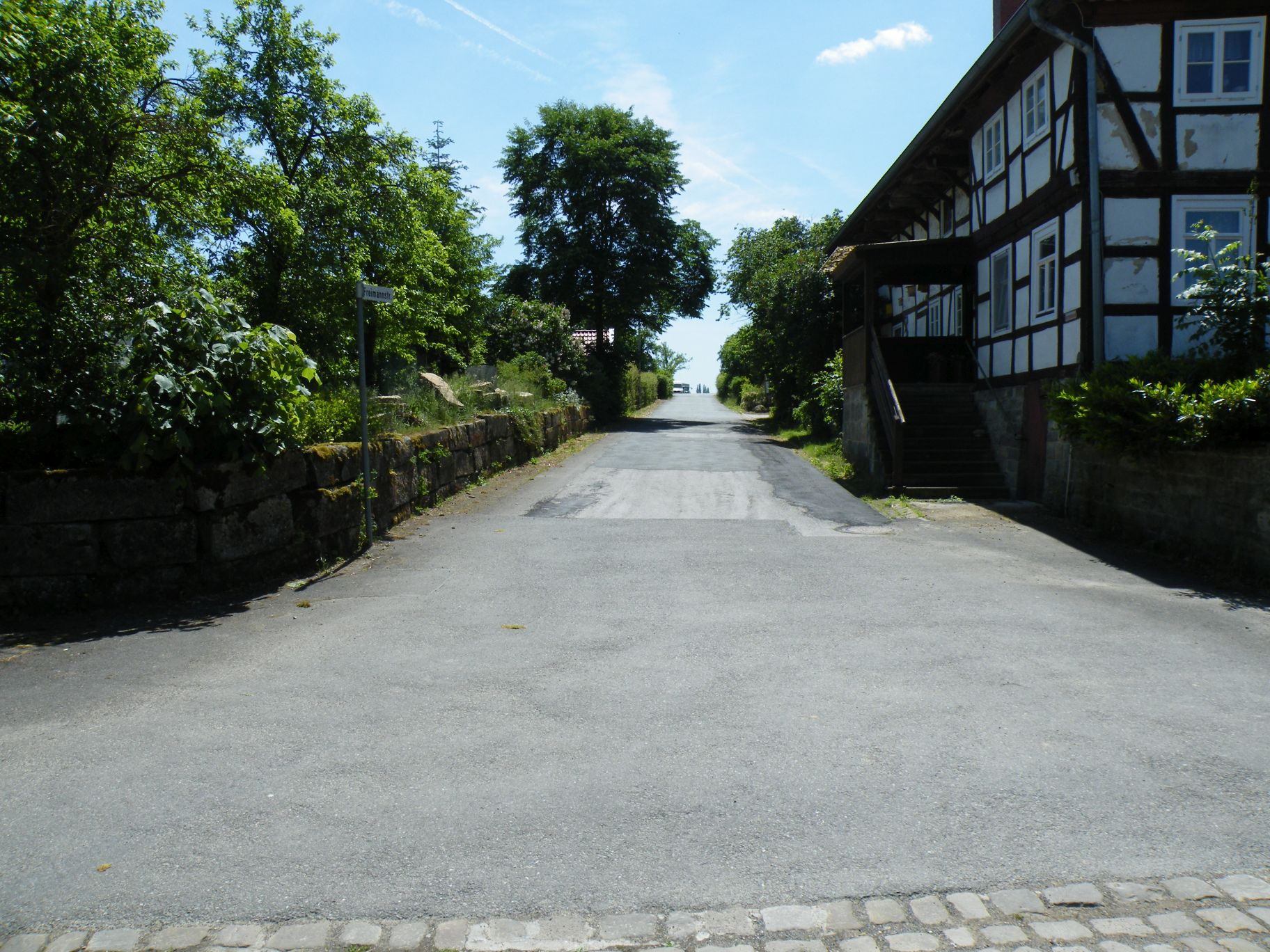
Freimannstraße – Dorfmitte
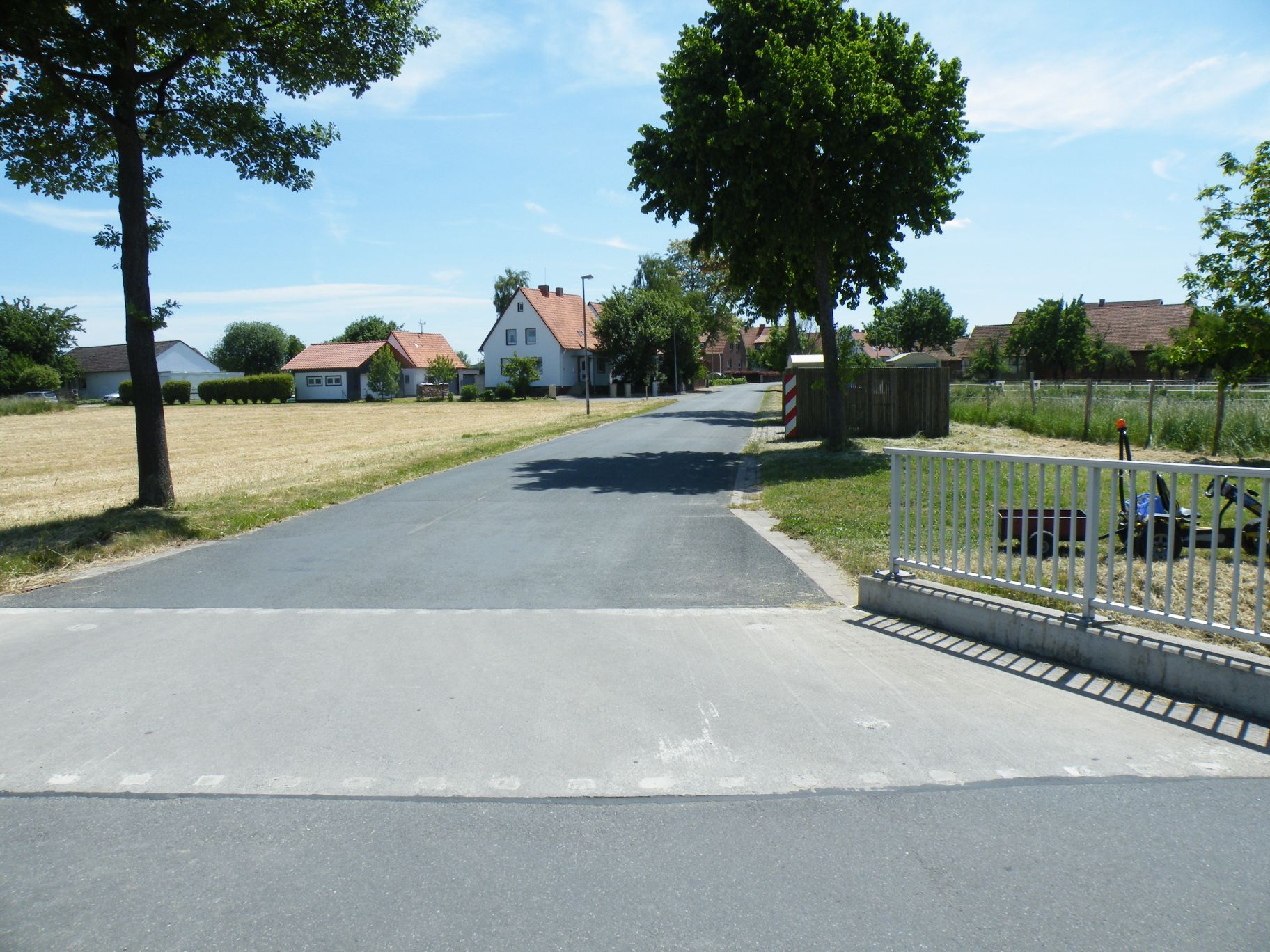
Leftjestraße – Unterdorf

### Impressionen aus Holtensen

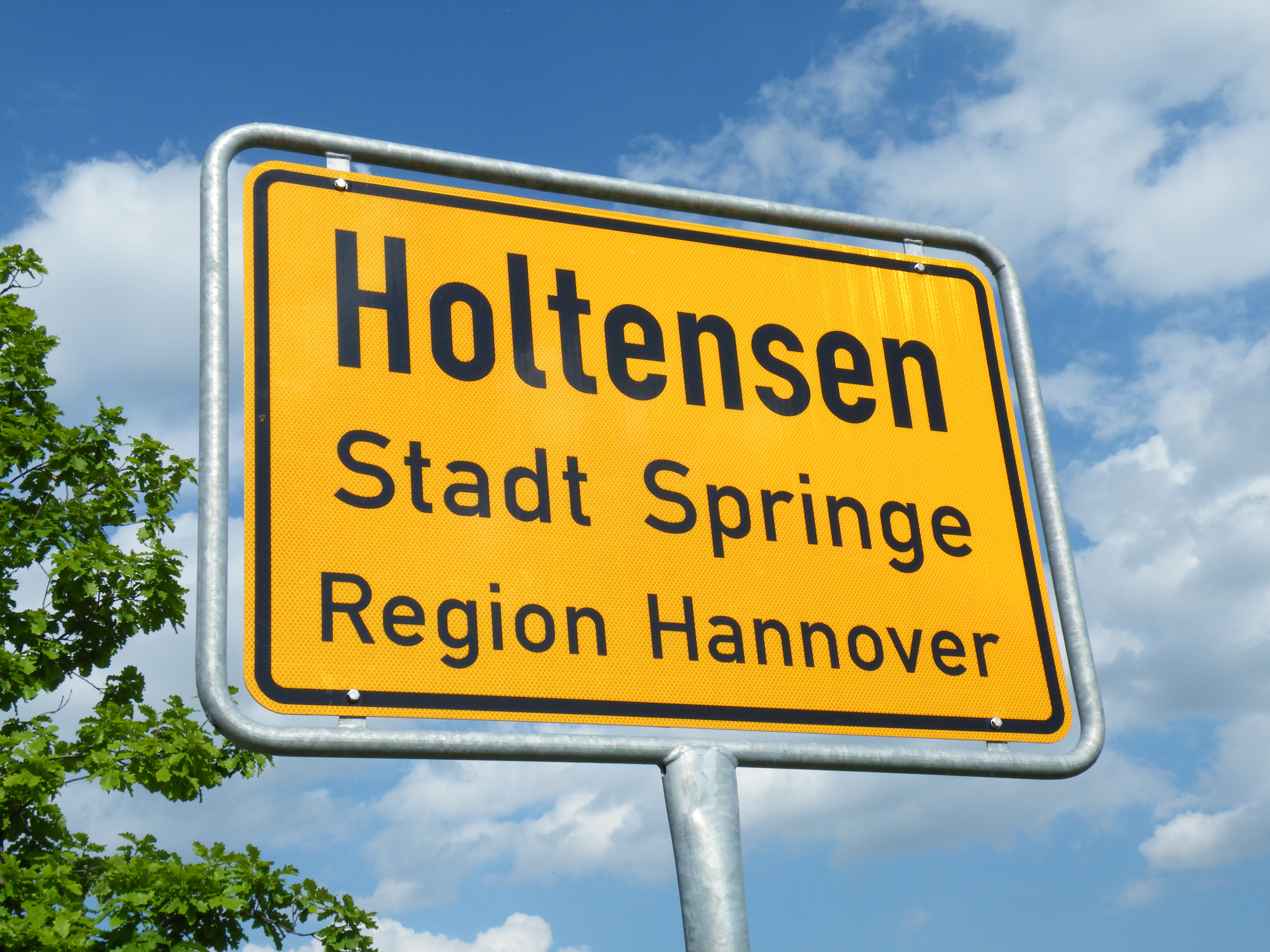
Holtensen – Ortsschild
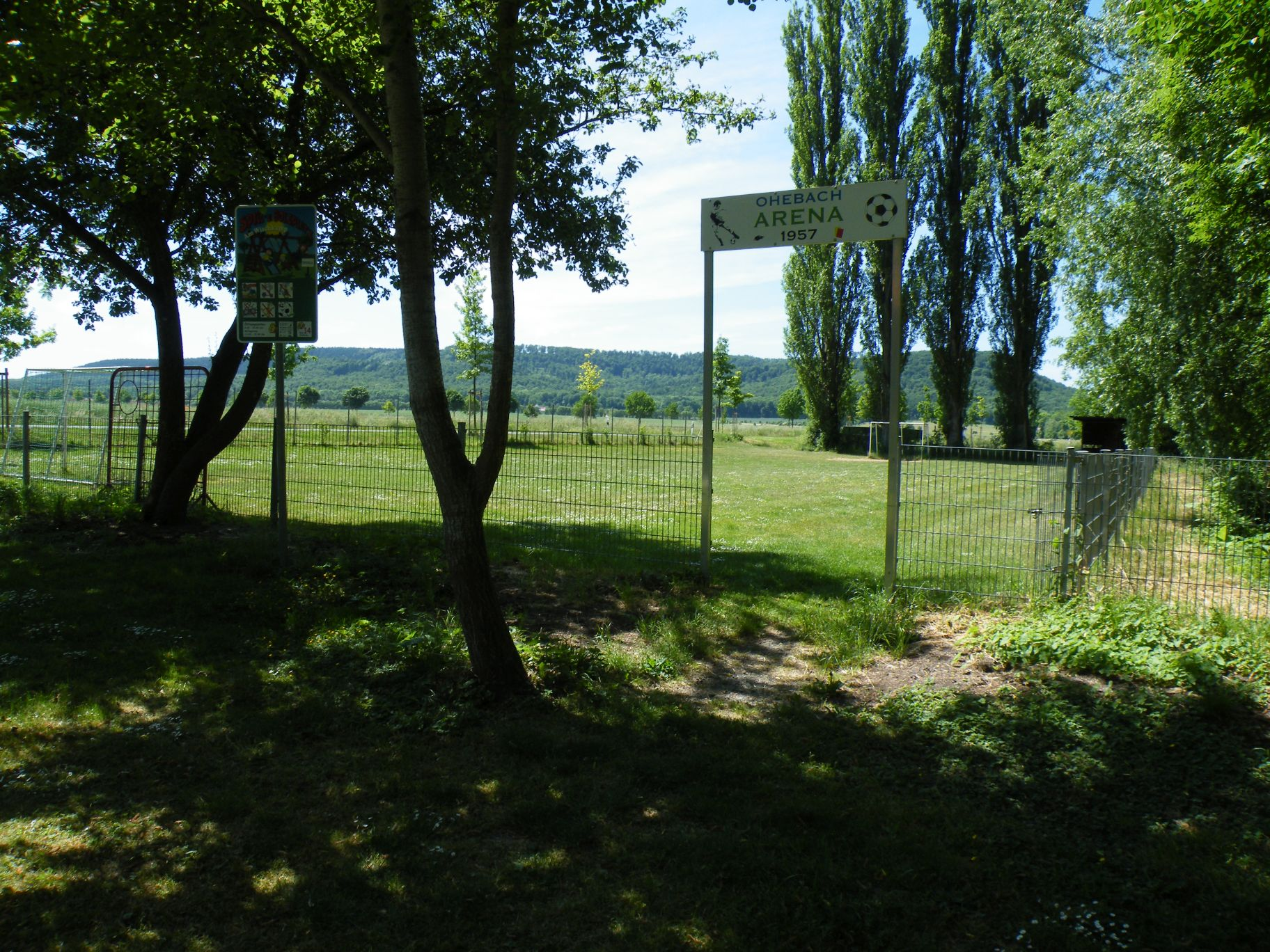
Ohebach-Arena – Bolzplatz – Oberdorf
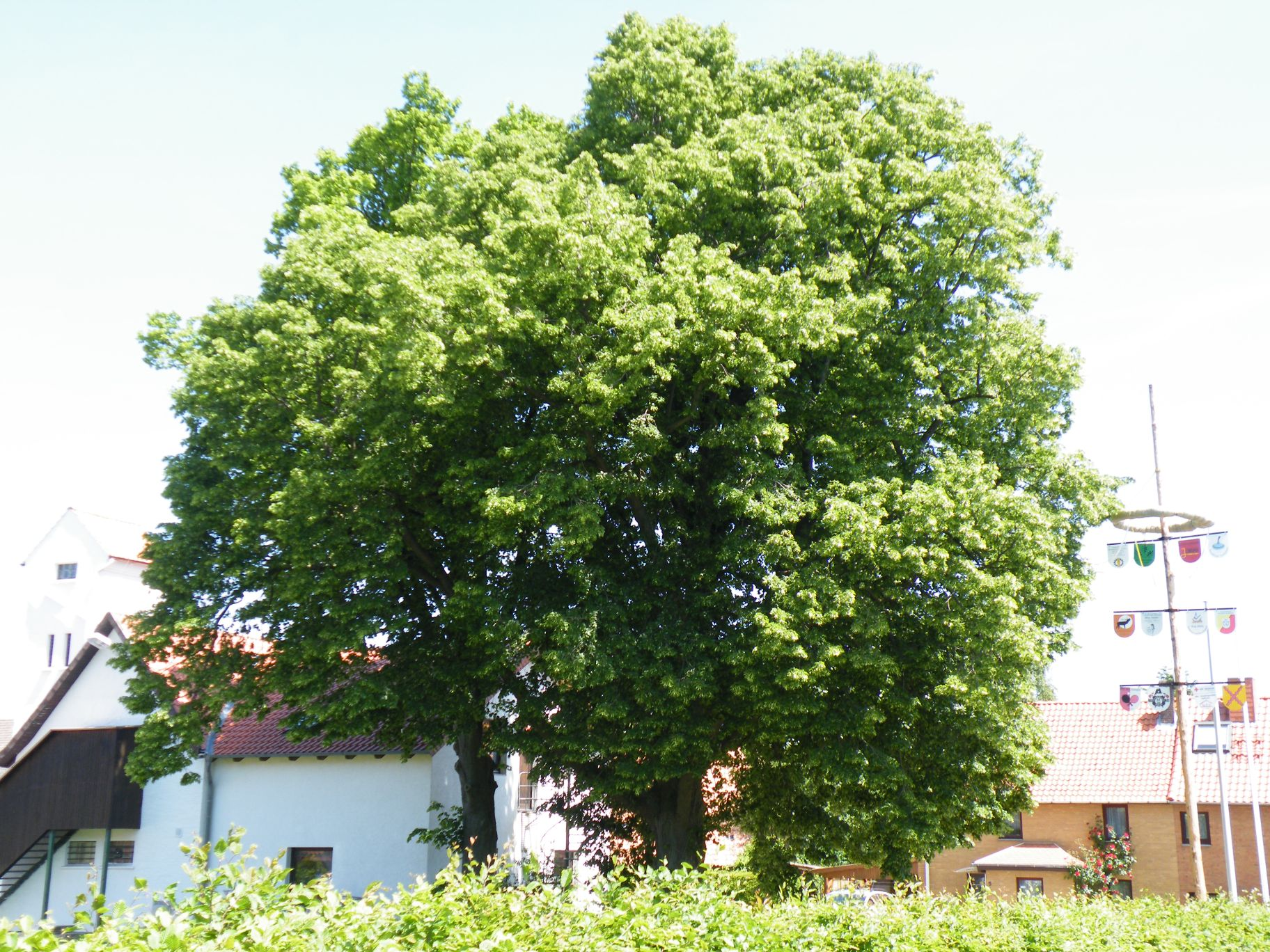
Festplatz – Der Anger – Oberdorf
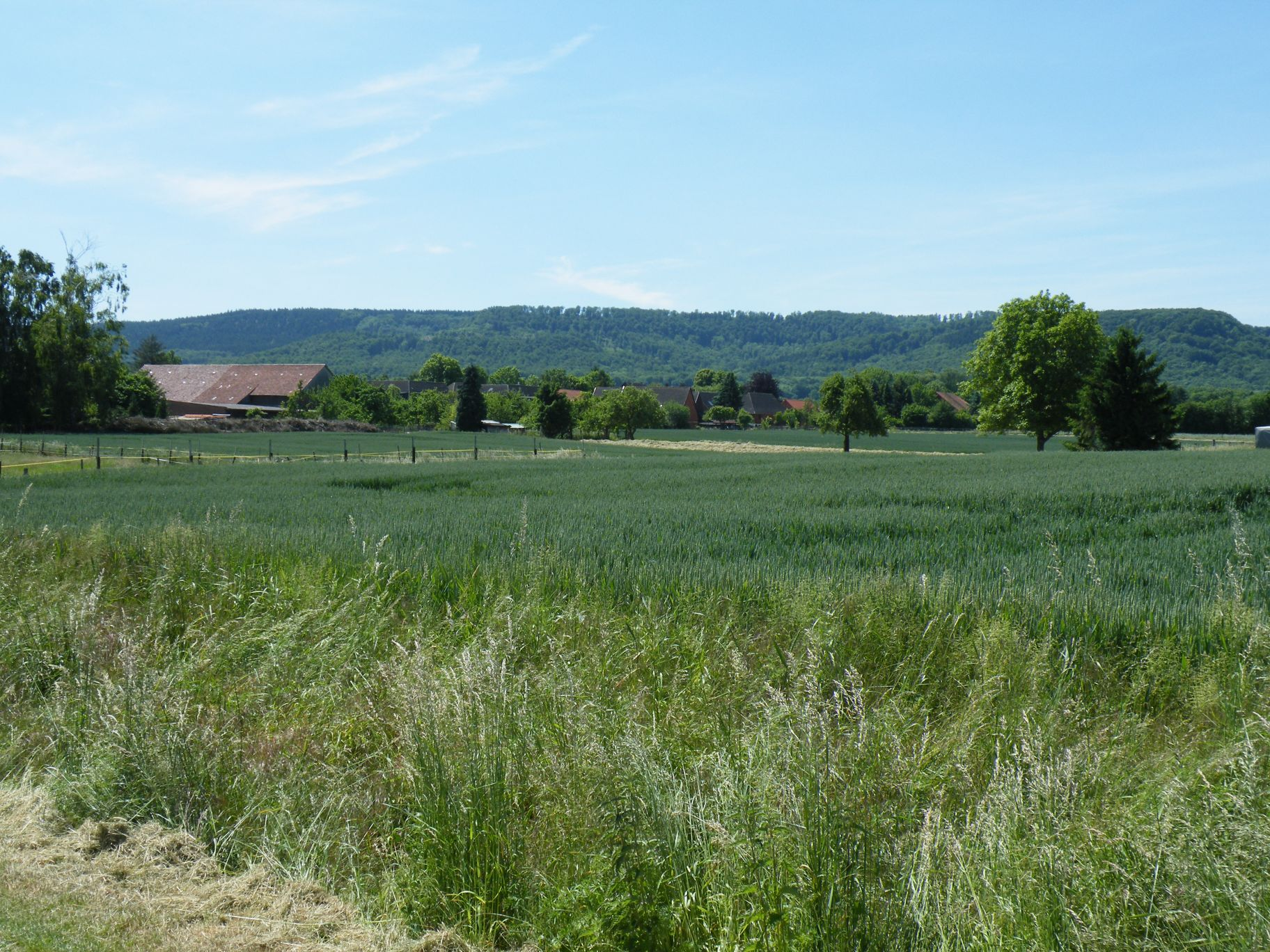
Nordseite – Oberdorf mit Osterwald
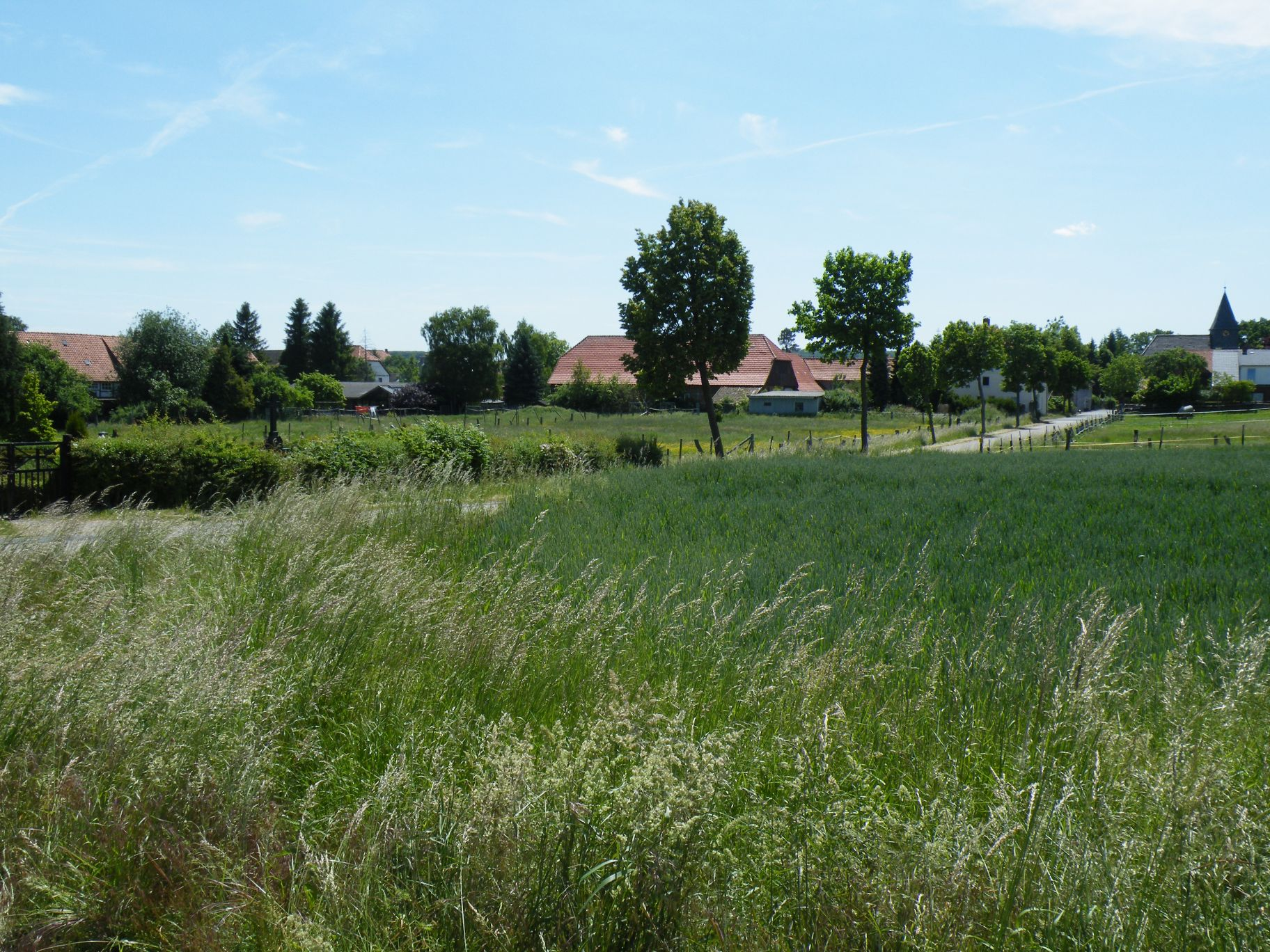
Nordseite – Unterdorf
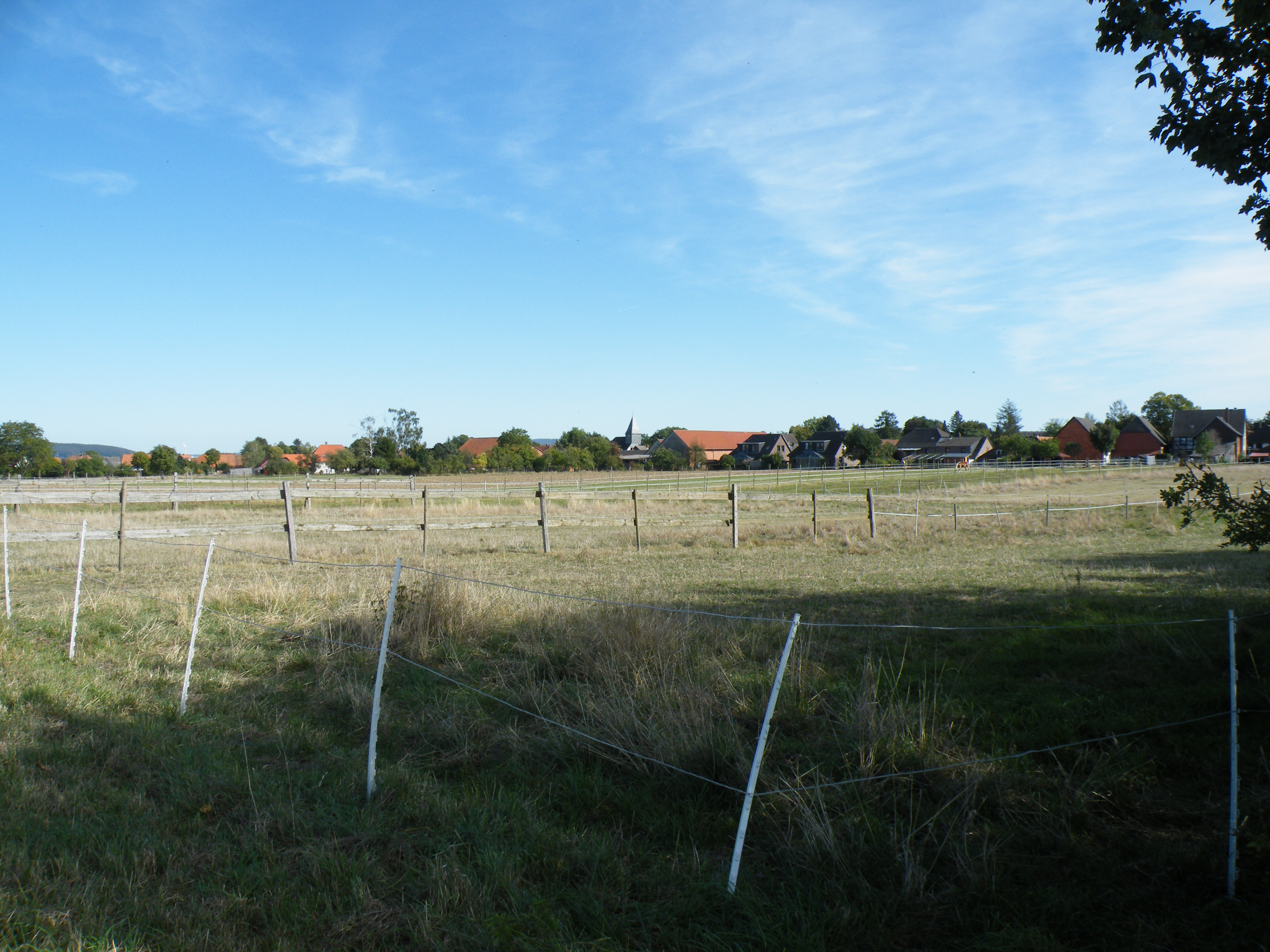
Nordseite – Holtensen

### Vereine
Trotz der relativ geringen Einwohnerzahl ist in Holtensen eine große Anzahl von Vereinen ansässig. Der größte Sportverein ist hierbei die Tischtennismannschaft, die mit vier Herren-, einer Damen- sowie kontinuierlich mehr als fünf Jugendmannschaften in unterschiedlichen Staffeln vertreten ist.

## Wirtschaft und Infrastruktur
Der Ort ist per Bahn über die S5 (Hannover-Hameln) am besten zu erreichen. Am Haltepunkt Springe führt die Buslinie 385 (Springe-Alferde) über Holtensen. Diese Busverbindung fährt tagsüber in der Regel stündlich.

## Söhne des Ortes
- Wilhelm Ferdinand Brand (1854–nach 1943), Schriftsteller und Journalist
- Ludolf Herbst (1943–2024), Historiker